# Андреас Могенсен
Андреас Ениволь Могенсен (дан. Andreas Enevold Mogensen; 2 листопада 1976) — данський космонавт, перший данець, що полетів в космос, 544 космонавт світу.

## Біографія

### Дитинство
Андреас Могенсен народився 2 листопада 1976 року, в Копенгагені, Данія. У 1993 році закінчив школу.

### Освіта
- У 1995 році закінчив середню школу в Копенгагені і отримав Міжнародний ступінь бакалавра (International Baccalaureate)
- У червні 1999 року закінчив Імперський коледж Лондона і отримав ступінь магістра в галузі авіаційного машинобудування.
- У жовтні 2007 році отримав ступінь доктора філософії (Ph.D.) в області літакобудування в Університеті штату Техас (University of Texas) в Остіні (Austin)

## Космічний політ

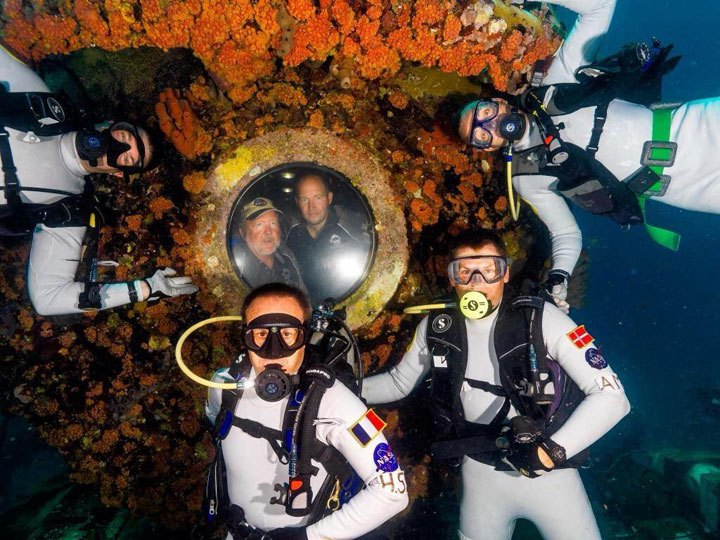
Могенсен (другий праворуч) у підводному науково-тренувальному центрі «Акваріус»

## Підготовка
20 травня 2009 року Андреас Могенсен був відібраний до загону астронавтів ЄКА під час четвертого набору. 22 листопада 2010 року, завершив курс загальнокосмічної підготовки в Європейському Центрі Астронавтів у місті Кьольні (Німеччина), отримав сертифікат астронавта ЄКА. На цей час (2015) є єдиним астронавтом Данії.
У вересні-листопаді 2010 року проходив підготовку у Центрі підготовки космонавтів імені Ю. О. Гагаріна, котра включала знайомство із російським сегментом МКС, кораблем «Союз» і скафандром «Сокол», польоти на спеціально обладнаному літаку Ту-134 для проведення повітряних візуально-інструментальних спостережень Землі, а також вивчення російської мови. 26 липня 2012 отримав сертифікат про успішне закінчення програми навчання за системами транспортного пілотованого корабля «Союз».

### Перший політ
Перший космічний політ здійснив як бортінженер з 2 по 12 веренся 2015 року на кораблі Союз TMA-18M до МКС. Тривалість польоту — 9 діб 20 годин 13 хвилин 51 секунду.

### Другий політ
Дрйгий космічний політ розпочався 26 серпня 2023 року на кораблі SpaceX Crew-7. Запланована робота у складі МКС-69-70.

## Особисте життя
Могенсен одружений, в сім’ї росте дочка.
Андреас веде активний спосіб життя, любить грати в баскетбол, регбі і сквош, захоплюється альпінізмом і дайвінгом. Веде власний блог в інтернеті.